# 洪恰里
49°45′30″N 24°10′18″E / 49.75833°N 24.17167°E

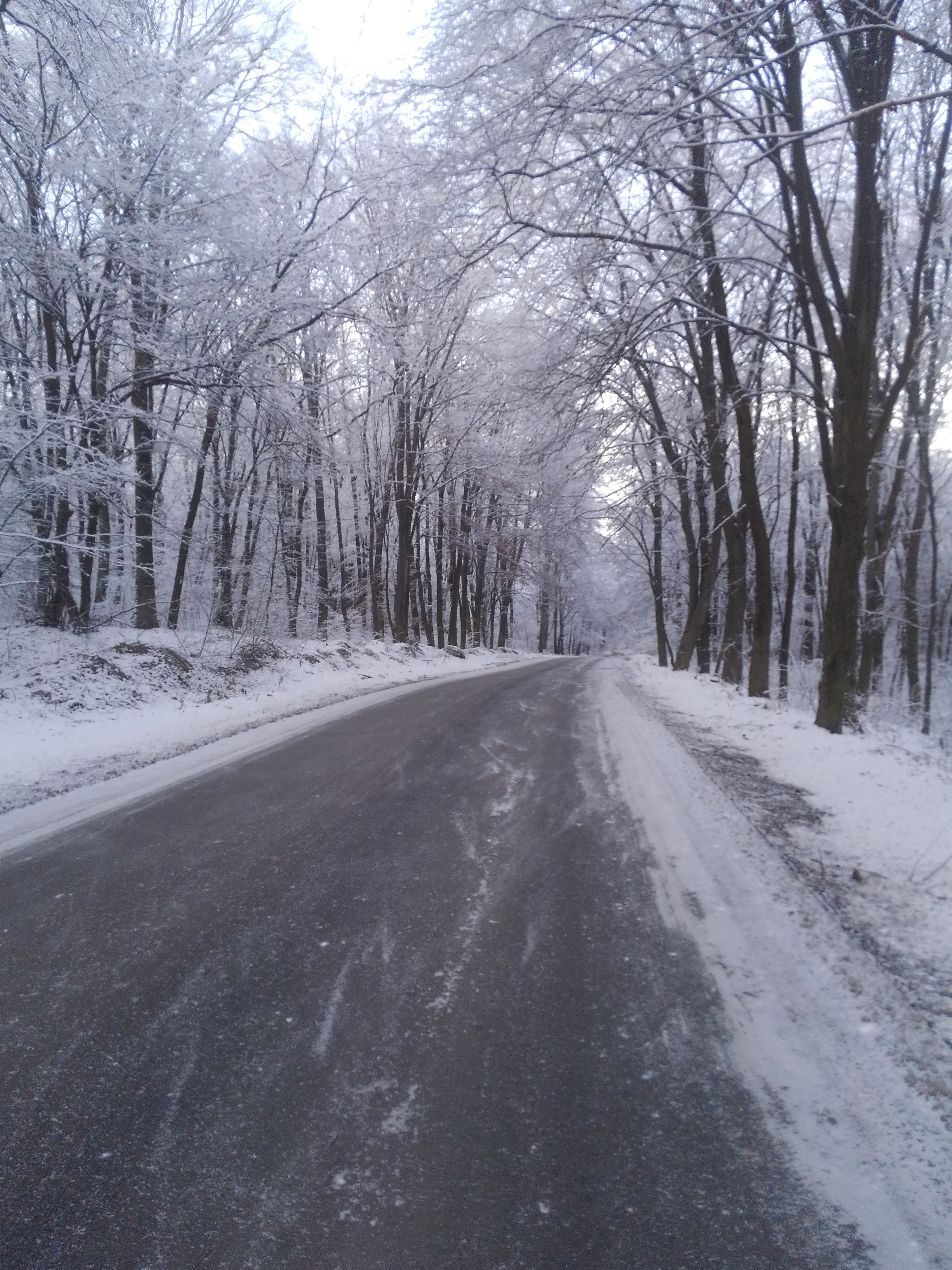
冬天时的道路

洪恰里（烏克蘭語：Гончарі），2024年9月前名为洪恰雷（烏克蘭語：Гончари），是烏克蘭的城鎮，位於該國西部利沃夫州，由利沃夫区达维迪夫市镇負責管轄，始建於1445年，面積1.37平方公里，海拔高度267米，2001年人口318，人口密度每平方公里232.12人。
2024年9月19日，乌克兰最高拉达将此村的名字改为洪恰里。